# Sympterygia acuta
Sympterygia acuta (лат.) — вид скатов рода Sympterygia семейства Arhynchobatidae. Обитают в субтропических водах юго-западной части Атлантического океана между 20° ю . ш. и 40° ю. ш. и между  60° з. д. и 40° з. д. Встречаются на глубине до 188 м. Их крупные, уплощённые грудные плавники образуют округлый диск с треугольным вытянутым рылом. Максимальная зарегистрированная длина 150 см. Откладывают яйца. Не являются объектом целевого промысла. 

## Таксономия
Впервые новый вид был научно описан в 1877 году. Видовой эпитет происходит от лат. acute — «острый».

## Ареал
Эти скаты обитают в юго западной части Атлантики. Распространены в водах Аргентины, Бразилии и Уругвая. Встречаются на глубине от 10 до 188 м.

## Описание
Широкие и плоские грудные плавники этих скатов образуют диск в виде ромба с треугольным заострённым рылом и закруглёнными краями.  На вентральной стороне диска расположены 5 жаберных щелей, ноздри и рот. Хвост длинный и тонкий. На хвосте имеются латеральные складки. 2 маленьких спинных плавника расположены на хвостовом стебле. Хвостовой плавник редуцирован. Максимальная зарегистрированная длина 150 см.

## Биология
Эти скаты ежегодно откладывают яйца, заключённые в твёрдую роговую капсулу с выступами по углам. Эмбрионы питаются исключительно желтком. Рацион взрослых скатов состоит в основном из креветок Artemesia longinaris.

## Взаимодействие с человеком
Эти скаты являются объектом целевого лова. Попадаются в качестве прилова при донном тралении. В ареале ведётся интенсивный промысел. В Аргентине до 1994 их выбрасывали за борт, позднее эти скаты стали одним из важных промысловых видов. С 1994 по 1999 общая биомасса скатов, встречающихся в прибрежных водах Аргентины и Уругвая, сократилась на 49 %. Международный союз охраны природы  оценил охранный статус вида как «Уязвимый».